# 威望公司
威望有限公司（英語：Revell Inc.），又称利华，是一家全球塑料模型套件制造商和分销商（欧洲市场领导者），同时也销售遥控模型和玩具领域的产品。Revell 在美国、英国、法国、奥地利和比荷卢三国拥有自己的销售和市场营销机构，并于2018 年加入慕尼黑 QCP集团。

## 歷史
- 威望公司始于20世纪40年代末的美国。[2]
- 1947年，威望公司的创始人Lewis H. Glaser萌生了用几个塑料零件组装一辆真实比例汽车的想法。[2]
- 1953年的二戰題材密蘇里號戰艦模型由於精緻度超乎該年代水準，使威望走紅於大西洋兩岸開始成為國際公司。
- 1955年起早期的科幻題材開始瘋迷，順勢推出科幻模型太空船等作品，但不同於幼童玩具而是瞄準成年人專業模型市場，打開一塊新客戶群。[3]模型销量首次突破500万套。[2]
- 1961年起長達十多年的世界賽車風潮，打上流行的精緻型汽車模型大受歡迎。
- 1971年，公司自主研发了1:8比例的宝马R75/5模型[2]
- 1986年，威望和Monogram两家公司先后被一所纽约投资公司奥德赛合伙人（Odyssey Partners）收购，随后投资公司将两家公司的资产合并，[4]合称“Revell-Monogram Inc.”，但仍然于市场上同时保留了两个品牌名称。
- 2006年，威望公司将欧洲业务分割，成立了德国威望（Revell Germany）作为专门管理欧洲业务的子公司。
- 2009年，公司成功进入遥控玩具市场，并将业务领域拓展至遥控产品方向。[2]
- 2011年，ORBIS儿童喷枪系列上市[2]
- 2018年加入慕尼黑 QCP 集团。

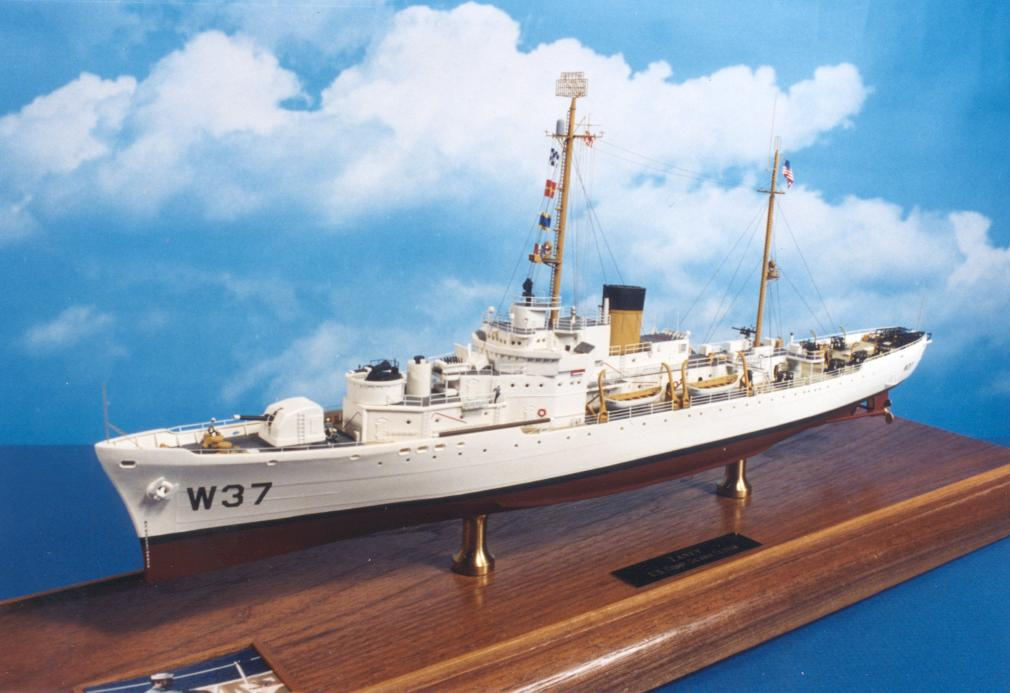
Revell 的1/350軍艦
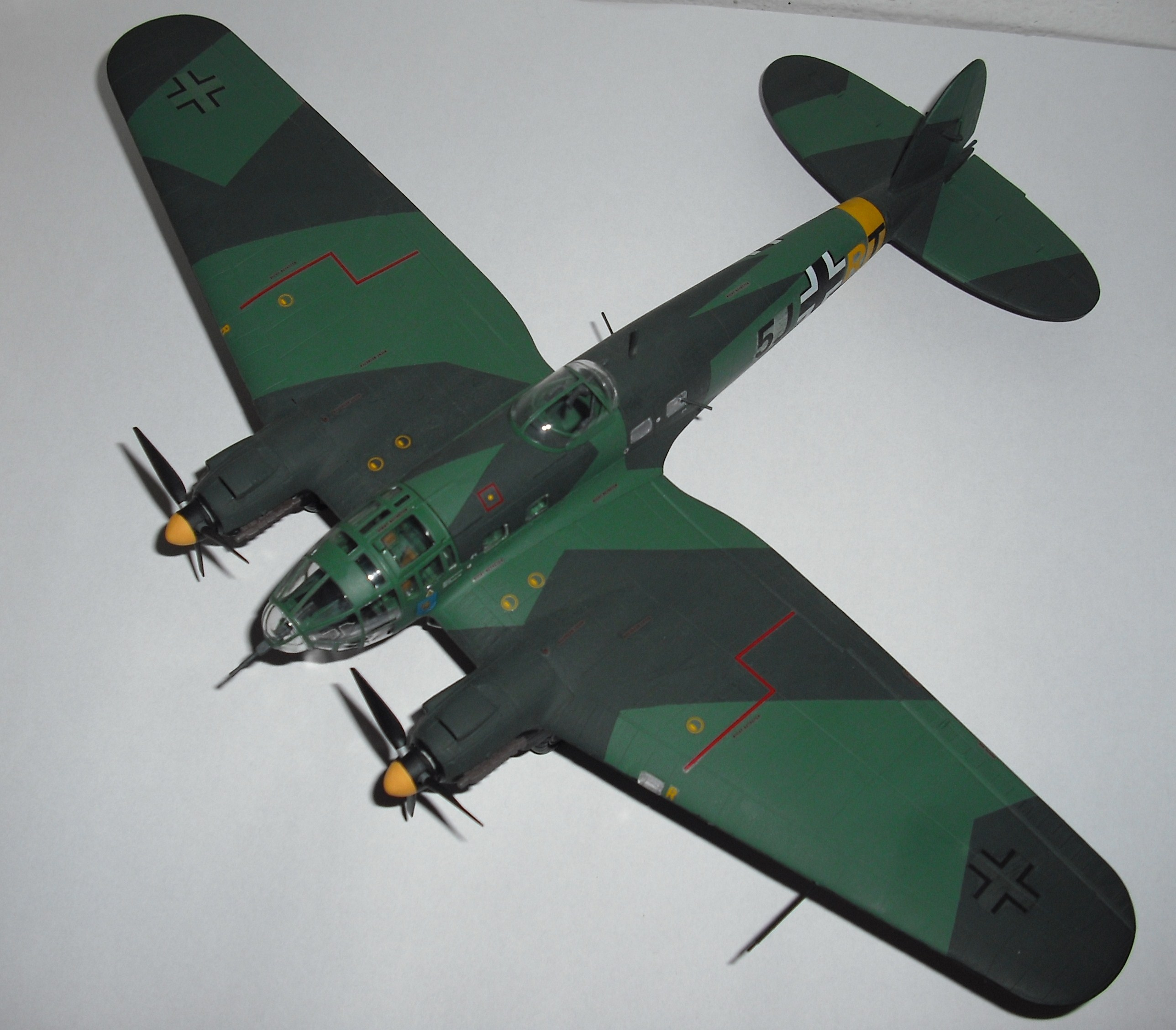
1/72 戰機He_111

## 爭議
2018年威望推出一款納粹飛碟科幻模型，是根據傳言已久的都市傳說打造，但這一獨特題材作品在企劃過程有所疏漏，模型說明書和盒子上的描述並未強調這是空想作品，飛碟的性能和武裝等資料與真實存在的武器描寫類似，導致一種社會性誤導，會讓不明究理的人認為納粹飛碟已經獲得廣泛認可確實曾經存在，他們可能會高估納粹的科學水準和技術能力，將導致對法西斯政權給神話化和有所平反。
遭到德勒斯登軍事博物館(MHM)和德國兒童保護協會（DKSB）出面糾正。威望隨後公布道歉聲明並收回重製產品。